# Férfi szenior 800 méteres síkfutás a 2015-ös atlétikai világbajnokságon
A 2015-ös atlétikai világbajnokságon a férfi masters 800 méteres futása versenyszámának döntőjét a Pekingi Nemzeti Stadionban rendezték. A győztes David Heath lett.

## Előfutamok
| #  | Versenyző          | Ország             | Idő     |
| -- | ------------------ | ------------------ | ------- |
|    | David Heath        | Egyesült Királyság | 2:00,92 |
|    | Gunnar Rune Durén  | Svédország         | 2:03,41 |
|    | Michael Sherar     | Kanada             | 2:03,61 |
| 4. | Anselm Lebourne    | Egyesült Államok   | 2:03,75 |
| 5. | Benoït Zavattero   | Franciaország      | 2:04,47 |
| 6. | Peter Oberliessen  | Németország        | 2:05,08 |
| 7. | Allan Francis Cook | Új-Zéland          | 2:05,59 |
| 8. | Giuseppe Romeo     | Olaszország        | 2:07,32 |
| 9. | Wang Chunsheng     | Kína               | 2:08,78 |
| 9. | Paul George Osland | Kanada             | 2:10,60 |